# أسطورة البدء

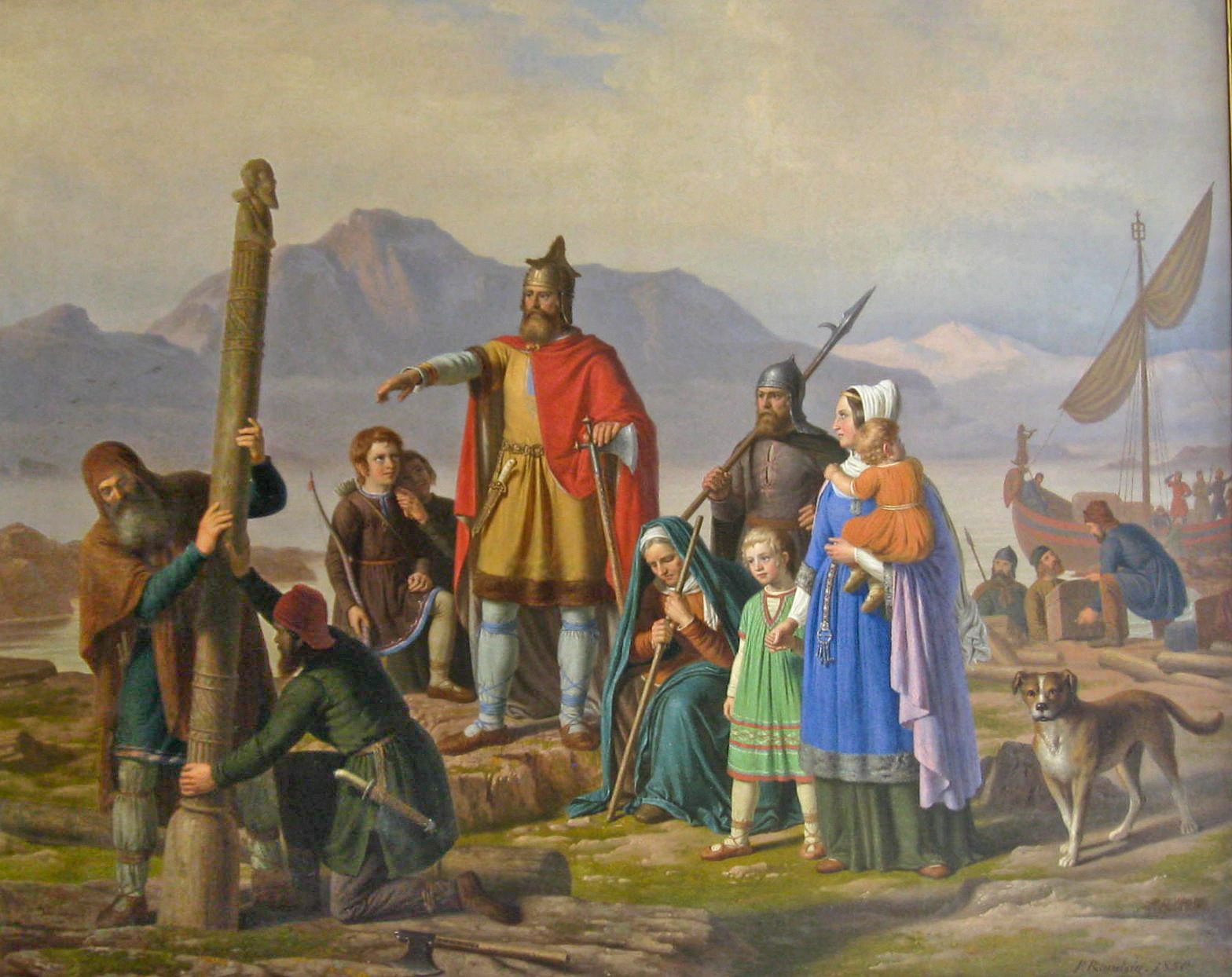
أسطورة آيسلندا التأسيسية – التي تفيد بوصول أول مستوطن إسكندنافي، إنجولفر أرنارسون (Ingólfr Arnarson) إلى الموقع المستقبلي لـ ريكيافيك كما صورها يوهان بيتر رادسينغ عام 1850.

أُسطورة البِدْءِ (بالإنجليزية: Origin myth)‏ تصف كيفية بدء ظهور وتكون بعض سمات العالم الطبيعي أو الاجتماعي. أحد أنواع أسطورة البدء هو أسطورة الخلق، التي تصف كيف بدأ خلق وتكوين العالم. وأيضًا، هنُاك أنواع أخرى تصف وتشرح بداية تكون العادات البشرية وأصل الظواهر الطبيعية.

## طبيعة أساطير البدء
في كثير من الحالات، تبرر أساطير البدء أيضًا النظام القائم من خلال شرح أنه أُنشئ بواسطة قوى مقدسة. التمييز بين الأساطير الكونية وأساطير البدء ليس واضحًا. تفترض الأسطورة حول أصل جزء من العالم بالضرورة وجود العالم - والذي يفترض، بالنسبة للعديد من الثقافات، أسطورة نشأة الكون.
في بعض الدوائر الأكاديمية، يشير مصطلح أسطورة بشكل صحيح فقط إلى أصل الأساطير ونشأة الكون. على سبيل المثال، يحتفظ العديد من الفلكلوريين باسم أسطورة لقصص حول الخلق. تندرج القصص التقليدية التي لا تركز على الأصل ضمن فئتي الأسطورة والحكاية الشعبية، والتي يميزها علماء الفولكلور عن الأسطورة.
وفقًا للمؤرخ ميرسيا إليادي، بالنسبة للعديد من الثقافات التقليدية، تعتبر كل قصة مقدسة تقريبًا أسطورة أصل. يميل البشر التقليديون إلى نمذجة سلوكهم بعد الأحداث المقدسة، ورؤية حياتهم على أنها عودة أبدية إلى العصر الأسطوري. بسبب هذا المفهوم، تصف كل قصة مقدسة تقريبًا الأحداث التي أسست نموذجًا جديدًا للسلوك البشري، وبالتالي فإن كل قصة مقدسة تقريبًا هي قصة عن الخلق.
في الأسطورة التأسيسية لسلالة تشو في الصين، تقدم السيدة يوان تضحية من أجل الحمل، ثم تحمل بعد أن دخلت في أثر ملك السماء. أنجبت ابنًا، هوو جي، تركته بمفرده في أماكن خطرة حيث تحميه الأغنام والماشية والطيور. واقتناعًا منها بأنه كائن خارق للطبيعة، أعادته. عندما وصل إلى سن الرشد، تولى منصب سيد الخيول في بلاط الإمبراطور ياو، ونجح في زراعة الحبوب والقرع والفاصوليا.
خلال العصور الوسطى أظهرت الأساطير التأسيسية لمجتمعات العصور الوسطى في شمال إيطاليا زيادة الثقة بالنفس لدى سكان الحضر والرغبة في العثور على أصل روماني، مهما كان ضعيفًا وأسطوريًا. في بادوفا في القرن الثالث عشر، عندما كانت كل جماعة تبحث عن مؤسس روماني - وعندما لم يجدوا، اخترعوا واحدًا - كانت هناك أسطورة موجودة في المدينة، تنسب أساسها إلى طروادة أنتينور.

## الوظيفة الاجتماعية
غالبًا ما تعمل أسطورة البدء على تبرير الوضع الحالي للأمور. في الثقافات التقليدية، غالبًا ما تُعتبر الكيانات والقوى الموصوفة في أساطير البدء مقدسة. وهكذا، من خلال عزو حالة الكون إلى تصرفات هذه الكيانات والقوى، تضفي أساطير الأصل على النظام الحالي هالة من القداسة: تكشف الأساطير أن العالم والإنسان والحياة لها أصل وتاريخ خارق للطبيعة، وأن هذا التاريخ مهم وثمين ومثالي.

## قصص التأسيس
القصص التأسيسية هي روايات عن تطور المدن والأمم. تمثل القصة التأسيسية وجهة النظر القائلة بأن إنشاء المدينة هو إنجاز بشري. تم التأكيد على سيطرة الإنسان وإزالة الطبيعة البرية غير المنضبطة. هناك نسختان من القصص التأسيسية: قصة حضارة وقصة تدهور.
قصص الحضارة تنظر إلى الطبيعة على أنها خطيرة. يُنظر إلى تطوير المدينة على أنه إبعاد ناجح للبشر عن الطبيعة.  في عام 1984 اقترح العالم الجغرافي يي فو توان ترتيب المدن وفقًا لبعدها عن الدورات الطبيعية.
تتخذ قصص التدهور (وتسمى أيضًا قصص التلوث) موقفًا مختلفًا. يُنظر إلى المدينة على أنها تفسد المشهد الطبيعي للعلاقات البيئية التي كانت قائمة قبل إنشاء المدينة. هناك شعور بالذنب لإهانة نظام الطبيعة السليم. في قصص التدهور، توجد الطبيعة الحقيقية فقط خارج المدينة.